# Ладанці
Ла́данці — село в Україні, у Львівському районі Львівської області. Населення становить 448 осіб. Орган місцевого самоврядування — Перемишлянська міська рада.

## Географія
Через село тече річка Ладанці, права притока Марушки.

## Історія
Село Ладанці Перемишлянського району, Львівської області, розташоване в 12 кілометрах від м.Перемишлян (в південно-східному напрямі) і належить до Боршівської сільської ради. Село розташоване в долині невеличкої річки  Верховина. За околицями села здіймаються невеликі горби, вкриті листяними лісами. Село за часів свого існування назви не змінювало. Про виникнення і походження назви села документальних даних немає. А серед населення побутують легенди про історію села, назви полів.
Село поділене на шість частин:
1. Застав; 2. Підгора; 3. Залуг; 4. Горбок; 5. Кривоносівка; 6. Кінець

## Церква
- дерев'яна церква св. Юрія збудована у 1824 р. (УГКЦ). Внесена до реєстру пам'яток архітектури місцевого значення за охоронним номером 1469-М. В XIX ст.у м.Броди на фабриці Гейла працював майстер Антоній Станке, який відлив дзвін для церкви св. Георгія у селі Ладанці.
- мурований храм св. Первоверховних Апостолів Петра і Павла (ПЦУ). Належить до Перемишлянського деканату, Львівської єпархії УАПЦ.

## Видатні постаті
- На цвинтарі в селі похований народний учитель Василь Сениця (загинув у 1941 році).

В 1949 році в селі побував Остап Вишня, про це є згадка в його збірці "Весна-красна".